# تشارلي هايت
تشارلي هايت (28 فبراير 1908 بسيراكيوز في الولايات المتحدة - 8 مايو 1978) (بالإنجليزية: Chuck Hyatt) هو مدرب كرة سلة ولاعب كرة سلة أمريكي في مركز مدافع مسدد الهدف. لعب مع Pittsburgh Panthers ‏.

## وصلات خارجية
- تشارلي هايت على موقع قاعة المشاهير الجامعة الوطنية لكرة السلة (الإنجليزية)